# Dierenrechtenactivisme

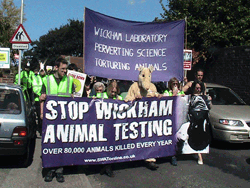
Demonstratie voor dierenwelzijn

Dierenrechtenactivisme is een vorm van activisme met als doel betere dierenrechten.
Dierenrechtenactivisme kan variëren van het schrijven van betogen (zoals Paul Cliteur doet) tot demonstreren en het (illegaal) bevrijden van dieren uit fokkerijen. Vooral bij nertsenfokkerijen komt dat laatste weleens voor.
Eind 2003 pleitte een meerderheid in de Nederlandse Tweede Kamer ervoor om dierenrechtenactivisten die geweld gebruiken als terroristen te beschouwen. De toenmalige minister van Justitie achtte dat echter onmogelijk omdat dergelijke acties niet tegen de staat of de politiek zijn gericht, maar tegen ondernemers.